# Géographie de l'Asie

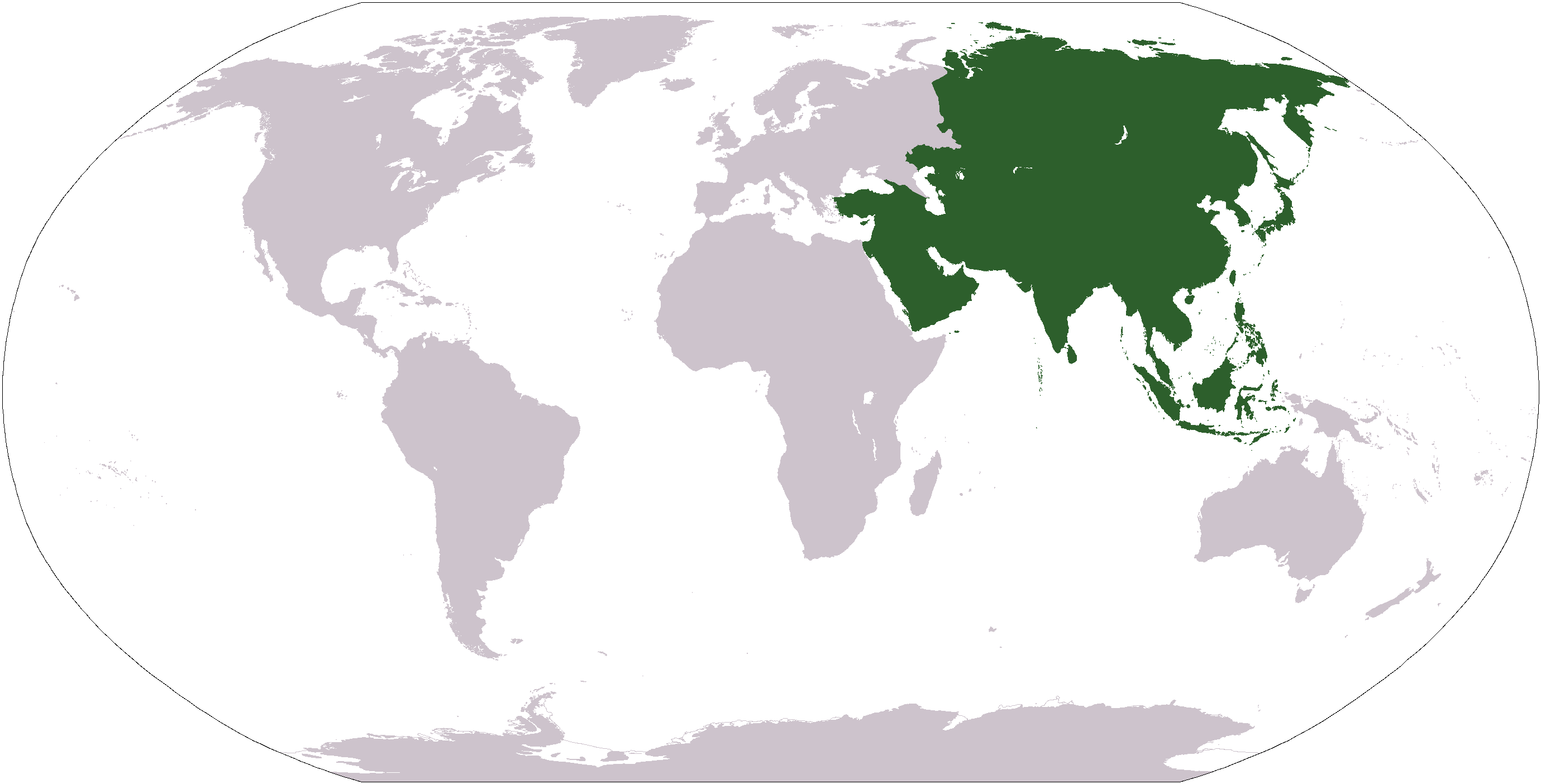
L'Asie est colorée en.

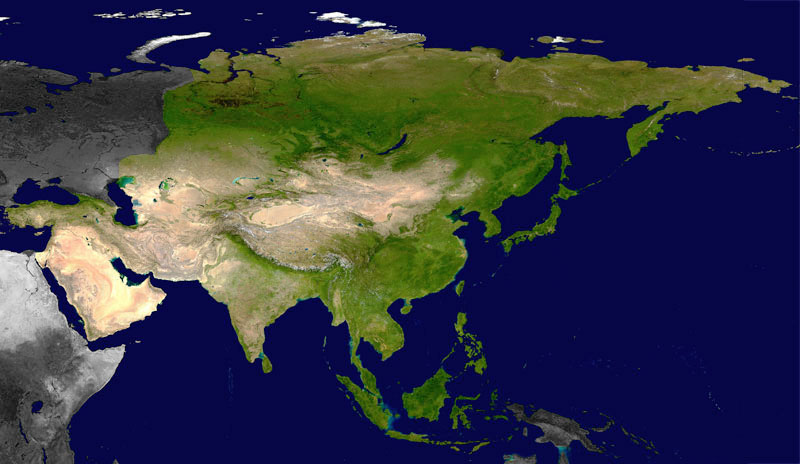
Vue satellite de l'Asie

L'Asie, située presque exclusivement dans l'hémisphère nord, à l'est de l'Eurasie, est le plus grand des sept continents de la planète, avec 43 810 582 km2, soit 8,6 % de la surface du globe et 29,4 % de la surface des terres.
Elle compte plus de 50 pays et, en 2007, sa population atteint presque quatre milliards d'habitants, soit plus de 60 % de la population mondiale. L'Asie possède plusieurs records géographiques mondiaux : l'altitude maximale avec l'Everest et ses 8 849 m, l'altitude minimale avec la mer Morte et ses −417 m, et le point terrestre le plus éloigné de tout océan, à 2 648 kilomètres de la côte la plus proche (coordonnées 46° 17′ N, 86° 40′ E).

## Géologie
| Carte géologique simplifiée de l'Asie (d'après les données de l'Institut d'études géologiques des États-Unis) : \| Croûte continentale : - Bouclier - Plate-forme - Zone d'orogénèse - Bassin structural - Province magmatique - Croûte amincie \| Croûte océanique : - 0–20 Ma - 20–65 Ma - >65 Ma \| |                                                  |
| Croûte continentale : - Bouclier - Plate-forme - Zone d'orogénèse - Bassin structural - Province magmatique - Croûte amincie | Croûte océanique : - 0–20 Ma - 20–65 Ma - >65 Ma |

L'Asie est un continent composite constitué de trois cratons principaux (craton sibérien), craton indien et craton arabe). À la périphérie de ces vieux cratons, se sont formées des ceintures orogéniques. Cette disposition concentrique traduit les cycles de Wilson,. Les trois principales ceintures (ceinture alpine qui se superpose partiellement à la ceinture orogénique d'Asie centrale (en), et ceinture Verkhoïansk) abritent un certain nombre de microcontinents et de cratons mineurs (tels que le Sino-coréen, le Yangtze, le Tarim et le Sibumasu, liés à une zone tectonique transformante entre le Gondwana et la Sibérie). La ceinture orogénique d'Asie centrale (s’étendant de l’Oural à l’Océan Pacifique), appelée aussi Altaïdes, correspond, après la séparation du Gondwana, au collage tectonique d’Asie centrale qui « dessine l’ébauche du continent asiatique, lequel sera ensuite agrandi avec la formation des chaînes d’âge triasique (Kunlun-Songpan-Ganze, Indochine), jurassique à crétacé (Tibet) et tertiaire (Himalaya), puis le développement du système complexe de l’Ouest Pacifique ».
L'Oural qui marque la limite entre l'Asie et l'Europe a une histoire géologique différente de la ceinture centrale et alpine. Au cours de la formation de la Pangée, il y a environ 260 millions d’années, les paléocontinents de Sibérie et Kazakhstania entrent en collision avec le supercontinent Laurussia (qui comprenait ce qui correspond aujourd’hui à l’Europe du Nord et l’Amérique du Nord) sur son bord oriental, fermant l'océan Ouralien et provoquant l'orogenèse ouralienne. Cette ceinture se compose de roches métamorphiques et sédimentaires qui ont été déformées principalement au Permien et au Trias, mais comprend aussi des déformations Jurassique dans le Taimyr, d'où le nom de ceinture orogénique Ourals-Taimyr. De même, la ceinture Verkhoïansk résulte d'une collision différente : le terrane Kolyma-Olomon s'accole au craton sibérien à l'est de l'Eurasie autour de 130-125 Ma, formant la suture Verkhoyansk.

## Géographie politique

Carte des pays d'Asie.

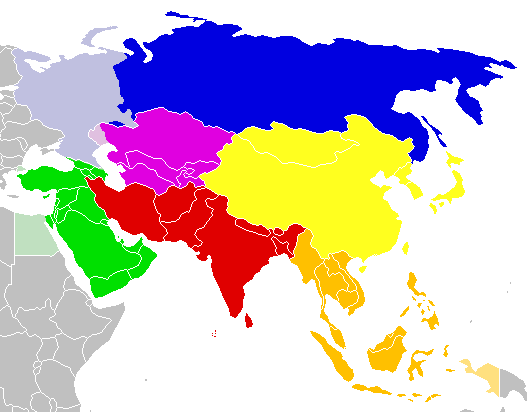
Sous-régions de l'ONU pour l'Asie :
Asie du Nord
Asie centrale
Asie de l'Ouest
Asie du Sud
Asie de l'Est
Asie du Sud-Est

| Pays et territoires             | Capitale            | Superficie (km2) | Population (est. juillet 2006) | Densité (hab./km2) |
| ------------------------------- | ------------------- | ---------------- | ------------------------------ | ------------------ |
| Afghanistan                     | Kaboul              | 647 500          | 31 056 997                     | 48                 |
| Arabie saoudite                 | Riyad               | 2 152 000        | 27 019 731                     | 12                 |
| Arménie                         | Erevan              | 29 800           | 2 976 372                      | 100                |
| Azerbaïdjan                     | Bakou               | 86 600           | 7 961 619                      | 92                 |
| Bahreïn                         | Manama              | 665              | 686 585                        | 1 032              |
| Bangladesh                      | Dhâkâ               | 144 000          | 147 365 352                    | 1 023              |
| Bhoutan                         | Thimphou            | 47 000           | 2 279 723                      | 48                 |
| Brunei                          | Bandar Seri Begawan | 5 770            | 379 444                        | 66                 |
| Cambodge                        | Phnom Penh          | 181 035          | 13 881 427                     | 76                 |
| Chine (République populaire de) | Pékin               | 9 596 960        | 1 313 973 713                  | 137                |
| Chypre (République de)          | Nicosie             | 9 250            | 784 301                        | 85                 |
| Corée du Nord                   | Pyongyang           | 120 540          | 23 113 019                     | 191                |
| Corée du Sud                    | Séoul               | 99 274           | 48 846 823                     | 492                |
| Émirats arabes unis             | Abou Dabi           | 82 880           | 3 870 936                      | 46                 |
| Géorgie                         | Tbilissi            | 69 700           | 4 661 473                      | 67                 |
| Inde                            | New Delhi           | 3 287 590        | 1 095 351 995                  | 333                |
| Indonésie                       | Jakarta             | 1 919 440        | 245 452 739                    | 127                |
| Iran                            | Téhéran             | 1 648 000        | 68 688 433                     | 41                 |
| Irak                            | Bagdad              | 437 072          | 26 783 383                     | 61                 |
| Israël                          | Jérusalem/Tel Aviv  | 20 770           | 6 352 117                      | 305                |
| Japon                           | Tokyo               | 377 835          | 127 463 611                    | 337                |
| Jordanie                        | Amman               | 92 300           | 5 906 760                      | 64                 |
| Kazakhstan                      | Astana              | 2 717 300        | 15 233 244                     | 5                  |
| Kirghizistan                    | Bichkek             | 198 500          | 5 213 898                      | 135                |
| Koweït                          | Koweït              | 17 820           | 2 418 393                      |                    |
| Laos                            | Vientiane           | 236 800          | 6 368 481                      | 27                 |
| Liban                           | Beyrouth            | 10 452           | 3 874 050                      | 370                |
| Malaisie                        | Kuala Lumpur        | 329 750          | 24 385 858                     | 74                 |
| Maldives                        | Malé                | 298              | 359 008                        | 1 204              |
| Mongolie                        | Oulan-Bator         | 1 565 000        | 2 832 224                      | 1,8                |
| Myanmar (anciennement Birmanie) | Naypyidaw           | 678 500          | 47 382 633                     | 69                 |
| Népal                           | Katmandou           | 147 781          | 28 287 147                     | 191                |
| Oman                            | Mascate             | 309 500          | 3 102 229                      | 10                 |
| Ouzbékistan                     | Tachkent            | 447 400          | 27 307 134                     | 61                 |
| Pakistan                        | Islamabad           | 803 940          | 165 803 560                    | 206                |
| Philippines                     | Manille             | 300 000          | 89 468 677                     | 298                |
| Qatar                           | Doha                | 11 437           | 885 359                        | 77                 |
| Russie                          | Moscou              | 17 075 200       | 142 893 540                    | 8                  |
| Singapour                       | Singapour           | 699              | 4 492 150                      | 6 426              |
| Sri Lanka                       | Sri Jayawardenapura | 65 610           | 20 222 240                     | 308                |
| Syrie                           | Damas               | 185 180          | 18 881 361                     | 101                |
| Tadjikistan                     | Douchanbé           | 143 100          | 7 320 815                      | 51                 |
| Taïwan (République de Chine)    | Taipei              | 35 980           | 23 588 613                     | 656                |
| Thaïlande                       | Bangkok             | 514 000          | 64 631 595                     | 125                |
| Timor oriental                  | Dili                | 15 007           | 1 062 777                      | 70                 |
| Turquie                         | Ankara              | 780 580          | 70 413 958                     | 90                 |
| Turkménistan                    | Achgabat            | 488 100          | 5 042 920                      | 10                 |
| Viêt Nam                        | Hanoï               | 329 560          | 84 402 966                     | 256                |
| Yémen                           | Sanaa               | 527 970          | 21 456 188                     | 40                 |